# أنتوني تشالك
أنتوني تشالك (1878 – 10 مايو 1966) هو مبارز بالسيف من المملكة المتحدة راحل، مثّل بلاده في الألعاب الأولمبية الصيفية 1908.

## روابط خارجية
أنتوني تشالك على موقع أوليمبيديا (الإنجليزية)